# High Hopes Tour
 (juillet 2023).
Le contenu est difficilement compréhensible vu les erreurs de traduction, qui sont peut-être dues à l'utilisation d'un logiciel de traduction automatique.
Tournées par Bruce Springsteen et le E Street Band
Wrecking Ball World Tour
(2012-2013) The River Tour
(2016-2017)
Le High Hopes Tour est une tournée de Bruce Springsteen et du E Street Band avec comme invité spécial le guitariste Tom Morello de Rage Against the Machine. La tournée était considérée comme une continuation de la tournée précédente et était en soutien au dix-huitième album studio, High Hopes, qui a été publié en janvier 2014.
Steven Van Zandt, guitariste de longue date du E Street Band, a manqué la majeure partie de la tournée nord-américaine en raison du tournage de sa série télévisée Lilyhammer, tandis que Patti Scialfa a participé à quelques dates en Amérique du Nord. 182 chansons ont été interprétées lors du High Hopes Tour et Springsteen a annoncé à la fin de la tournée que le groupe ferait une pause pour le reste de l'année.

## Historique
Le manager de Springsteen, Jon Landau, a déclaré dans un communiqué que les concerts du groupe en Australie au début de l'année 2013 ont été parmi les meilleurs et les plus satisfaisants de la tournée Wrecking Ball de 128 dates. Landau a ajouté que la tournée 2014 était en préparation depuis l'étape australienne précédente, en grande partie en raison de son succès et de l'énorme réaction des jeunes fans. L'un des objectifs était d'élargir le nombre d'endroits où le groupe se produirait pour inclure Perth et Adélaïde, deux endroits où Springsteen ne s'était jamais produit, et Auckland, où Springsteen ne s'était pas produit depuis plus de dix ans. Lors de la précédente tournée australienne, Tom Morello avait remplacé Steven Van Zandt, absent pour cause de tournage de sa série télévisée Lilyhammer. Springsteen a déclaré à Rolling Stone qu'il avait écrit et enregistré une grande quantité de nouveaux morceaux avec le E Street Band et Morello. Ces morceaux, ainsi que d'autres, constitueront finalement l'album High Hopes.
Les premières dates de la tournée en Australie et en Nouvelle-Zélande ont été annoncées le 15 août 2013, et d'autres dates ont été annoncées au cours des mois suivants. Par la suite, le 28 octobre 2013, le management de Springsteen a annoncé des concerts supplémentaires en Afrique du Sud. La tournée était la première fois que Springsteen et le E Street Band jouaient en Afrique du Sud ; leurs seules performances antérieures en Afrique ont eu lieu lors de la tournée Human Rights Now! en 1988, qui a visité le Zimbabwe et la Côte d'Ivoire.

## Itinéraire

### Promotion avant la tournée/répétitions
Le 14 janvier 2014, l'émission Late Night with Jimmy Fallon a été entièrement consacrée à Springsteen et à son nouvel album. Springsteen et Fallon, qui étaient habillés comme Springsteen à l'époque de Born in the U.S.A., ont interprété une chanson parodique intitulée Gov. Christie Traffic Jam sur l'air de Born to Run. La parodie se moque du scandale de la fermeture de la voie de Fort Lee. M. Fallon a déclaré qu'il avait prévenu M. Christie avant de faire le sketch, car il savait qu'il risquait de le piquer un peu. Le E Street Band (avec Patti Scialfa et Minus Van Zandt, qui tournait à nouveau Lilyhammer), ainsi que Tom Morello, ont rejoint Springsteen tout au long de l'émission pour interpréter trois chansons du nouvel album. Fallon a également interviewé Springsteen.
Les répétitions de la tournée commencent aux États-Unis vers le 21 janvier 2014, toujours sans Van Zandt, qui rejoint le groupe au Cap pour les dernières répétitions avant la soirée d'ouverture de la tournée. Patti Scialfa, qui est apparue lors des répétitions aux États-Unis, n'a pas tourné avec le groupe pour les deux premières étapes (Afrique et Océanie) en raison d'engagements familiaux, mais a rejoint la tournée à son retour aux États-Unis.

### Étape africaine
La tournée a débuté le 26 janvier 2014 avec le premier des trois concerts au Cap, en Afrique du Sud. Springsteen a commencé par une reprise de Free Nelson Mandela par le groupe The Special AKA. La chanson We Are Alive a également été dédiée à Mandela plus tard dans le set. Lors du deuxième concert au Cap, Springsteen a dédié We Shall Overcome à Pete Seeger, décédé le 27 janvier à l'âge de 94 ans. "J'ai perdu un grand ami et un grand héros hier soir, Pete Seeger", a déclaré Springsteen avant de présenter la chanson. Le troisième concert comprenait une reprise de Sun City, une chanson anti-apartheid écrite par Van Zandt en 1986 et enregistrée à l'origine par Artists United Against Apartheid. Springsteen était également apparu dans le clip de la chanson. Mos Def a fait une apparition surprise pendant l'interprétation de la chanson. Au cours des trois concerts au Cap, 57 chansons différentes ont été interprétées. Avant son concert à Johannesburg, Springsteen a repris une pratique occasionnelle des tournées précédentes et est monté sur scène quelques heures avant l'heure du spectacle pour donner un bref concert acoustique aux fans qui arrivaient tôt. La première partie du concert de Johannesburg a été assurée par le guitariste de blues sud-africain Dan Patlansky.

### Étape de l'Océanie
La partie océanique de la tournée a débuté à Perth, où Bruce et le groupe ont joué pour la première fois. Le programme comprenait des arrêts à Adélaïde et dans la Hunter Valley, où il n'avait jamais joué auparavant, ainsi que des retours à Melbourne, Sydney et Brisbane. La tournée s'est terminée par deux concerts à Auckland, en Nouvelle-Zélande, où Springsteen n'avait pas joué depuis plus de dix ans.
Au cours de cette étape, plusieurs chansons du nouvel album ont été jouées en avant-première, notamment Frankie Fell in Love et Hunter of Invisible Game. The Wish a également été jouée pour la première fois lors d'un concert du E Street Band (bien que Springsteen l'ait interprétée en version acoustique). Pendant de nombreux concerts, Bruce incorpore des reprises d'artistes locaux. Highway to Hell d'AC/DC s'est avérée très populaire et a été jouée à plusieurs reprises ; le groupe a été rejoint par Eddie Vedder à deux reprises pour cette chanson. Parmi les autres reprises d'artistes australiens, citons INXS (Don't Change), The Easybeats (Friday on My Mind) et les Bee Gees (Stayin' Alive). Les concerts dans la Hunter Valley ont eu lieu au Hope Estate, un domaine viticole local. Bruce en a profité pour sortir quelques reprises improbables, Drinkin' Wine, Spo-Dee-O-Dee de Stick McGhee et Spill the Wine d'Eric Burdon and War. À Auckland, il a ouvert les deux concerts avec une reprise de la chanson Royals de Lorde, sa reprise la plus actuelle à ce jour.
Springsteen a repris l'habitude d'interpréter des albums complets dans les villes où il s'était rendu lors de la dernière tournée. Born in the U.S.A., Born to Run, Darkness on the Edge of Town et The Wild, the Innocent & the E Street Shuffle ont été joués de bout en bout. Pour ce dernier morceau, Bruce et le groupe ont été rejoints par l'ensemble de cordes Cooper + Koo, qui était également présent sur scène lors de la reprise de "Stayin' Alive".
Parmi les autres concerts notables, citons le dernier à Perth, où Springsteen n'a pas joué une seule chanson de l'album The Rising, ce qui n'était pas arrivé depuis sa sortie en 2002. Le concert de Brisbane a comporté onze chansons des deux premiers albums, ce qui ne s'était jamais produit lors d'un concert de Springsteen. Lors des concerts à Auckland, Springsteen a mentionné Christchurch et les récents événements à plusieurs reprises et y a consacré des chansons les deux soirs.
Jake Clemons n'était pas présent au concert de Sydney en raison du décès de son père, Bill, le frère de Clarence, survenu plus tôt dans la semaine.

### Étape nord-américaine
Springsteen et le E Street Band, privés de Steven Van Zandt pendant la majeure partie de l'étape mais rejoints par Patti Scialfa, sont retournés en Amérique du Nord pour la première fois depuis décembre 2012 en démarrant l'étape à Dallas, au Texas. Le spectacle faisait partie du festival March Madness Music et était gratuit et ouvert au public, une première en plus de 40 ans pour Springsteen,. Comme pour les étapes précédentes, Springsteen a continué à ouvrir avec une obscure reprise, cette fois Jump de Van Halen, en référence au Final Four du tournoi de basket masculin de la NCAA qui s'est tenu à l'AT&T Stadium d'Arlington, au Texas. Avant le concert de Charlotte, en Caroline du Nord, Springsteen a tourné un clip vidéo pour la chanson American Beauty.
Pendant la partie nord-américaine, le E Street Band a été intronisé au Rock and Roll Hall of Fame par Springsteen (qui a été intronisé en 1999 en tant qu'artiste solo) le 10 avril. Springsteen et le E Street Band ont été rejoints par d'anciens membres, Vini Lopez et David Sancious, pour une prestation de trois chansons.

## Téléchargement des shows
Avant la tournée, la direction de Springsteen a annoncé un nouveau service permettant aux fans de télécharger des enregistrements de concerts environ 48 heures après chaque spectacle. Le plan initial prévoyait que les fans achètent un bracelet USB spécial à 40 dollars, qui pouvait ensuite être utilisé pour télécharger un seul spectacle au choix de l'acheteur. Le bracelet faisait également office de clé USB réutilisable,. À la suite des réactions négatives des fans concernant le coût élevé du bracelet, la direction de Springsteen a ensuite annoncé une autre option moins chère permettant d'acheter les spectacles directement sur le site web de Springsteen sous forme de téléchargements, au prix de 9,99 $ pour les MP3 et de 14,99 $ pour les FLAC.
L'idée des bracelets est née d'une conversation entre Springsteen et Rob Thomas, le chanteur de Matchbox 20. Springsteen a déclaré : "Je pense que nous vivons davantage dans l'idée des tournées de Grateful Dead, selon laquelle tout ce que vous faites est enregistré maintenant. Et ça me va, vous savez. En fait, je crois que sur cette tournée, nous commençons à faire quelque chose comme vous pouvez venir, vous pouvez acheter un bracelet, vous pouvez obtenir une copie du spectacle de la nuit. J'espère que nous pourrons faire cela avec un niveau de qualité très élevé." "Nous avons commencé par être très, très contrôlants. Maintenant, le terrain de jeu est différent et c'est passionnant." a déclaré Springsteen.
Les fans avaient jusqu'au 30 juin 2014 pour acheter les téléchargements sur le site web de Springsteen. À partir de cette date, les téléchargements ne seront plus disponibles à la vente. Tous les concerts, sauf un, ont été restaurés le 17 novembre 2014, lors de l'ouverture des Bruce Springsteen Archives.

## Vente de billets à la sauvette
Comme pour les tournées précédentes de Springsteen, les billets ont été très demandés par les fans, se vendant très rapidement dans certaines régions malgré le fait que de nombreux fans aient passé beaucoup de temps en ligne pour se retrouver avec de mauvaises places ou sans billets. Lorsque les billets pour les premières dates américaines de Springsteen ont été mis en vente le 14 février 2014, Ticketmaster a de nouveau été confronté à des problèmes et des retards importants. Des billets bien plus chers que leur valeur nominale étaient même disponibles sur des sites de revente tels que StubHub avant d'être mis en vente pour le grand public. Les fans ont exprimé leur frustration sur les forums de discussion de Springsteen et sur sa page Facebook. Des problèmes se sont également posés en dehors des États-Unis. En Australie, les fans se sont plaints de la vente à la sauvette de billets et de la revente de billets à des prix élevés. Contrairement aux États-Unis, qui ont admis et tenté de corriger les problèmes de vente à la sauvette, l'industrie du divertissement et de la billetterie en Australie affirme ne pas avoir de problème de vente à la sauvette ou de vente de billets, malgré les nombreuses plaintes des fans, qui accusent les sociétés de vente à la sauvette de trouver des moyens d'obtenir les meilleurs billets avant la vente au public. Lorsque Springsteen a annoncé pour la première fois les dates australiennes en septembre 2013, Michael Gudinski, de Frontier Touring, a déclaré que d'autres dates allaient être ajoutées en réponse aux billets gonflés qui inondaient eBay, viagogo et d'autres sites. De nombreux billets ont été obtenus à l'origine par des "bots" qui achètent les places allouées par les vendeurs officiels, notamment Ticketek et Ticketmaster. M. Gudinski a également conseillé aux fans de ne pas acheter sur ces sites de revente de billets, car certains d'entre eux pourraient ne pas être authentiques.

## Documentaires
Le 4 avril 2014, HBO a diffusé Bruce Springsteen's High Hopes, un documentaire de 30 minutes sur la réalisation de l'album High Hopes, qui présente des images du groupe en studio en train d'enregistrer l'album ainsi que des répétitions pour la tournée. En mai 2014, Sony Music Netherlands a publié sur YouTube un documentaire de 45 minutes intitulé High Hopes In South Africa, qui retrace les premiers concerts de Springsteen et du E Street Band en Afrique du Sud.

## Réponse de Springsteen
Le 18 mai 2014, avant le dernier concert de la tournée, Springsteen a donné une interview à E Street Radio dans laquelle il a réagi à cette tournée et à la précédente :
"Je voulais juste avoir l'occasion de remercier tous les fans qui sont venus à tous les concerts. Nous avons eu un public incroyable en Europe, en Amérique du Sud, en Afrique, en Australie et ici aux États-Unis. Notre portée a été plus grande que jamais, le public n'a jamais été aussi nombreux, et nous ne demandons qu'à continuer dans cette voie à l'avenir."

## Programmation
1. High Hopes
2. Just Like Fire Would
3. Hungry Heart
4. No Surrender
5. Death to My Hometown
6. Spirit in the Night
7. Badlands
8. Wrecking Ball
9. The River
10. Johnny 99
11. The Promised Land
12. American Skin (41 Shots)
13. Because the Night
14. Heaven's Wall
15. Darlington County
16. Shackled and Drawn
17. Waitin' on a Sunny Day
18. The Ghost of Tom Joad
19. Land of Hope and Dreams
20. Light of Day
21. The Rising
22. Born in the U.S.A.
23. Bobby Jean
24. Born to Run
25. Dancing in the Dark
26. Tenth Avenue Freeze-Out
27. Shout

Encore
28. Thunder Road"

## Spectacles
| Date             | Ville               | Pays             | Lieu                                 | Participation             | Recette     |
| Africa           | Africa              | Africa           | Africa                               | Africa                    | Africa      |
| ---------------- | ------------------- | ---------------- | ------------------------------------ | ------------------------- | ----------- |
| 26 janvier 2014  | Cape Town           | Afrique du Sud   | Vélodrome de Bellville               | 23,973 / 23,973           | $1,848,788  |
| 28 janvier 2014  | Cape Town           | Afrique du Sud   | Vélodrome de Bellville               | 23,973 / 23,973           | $1,848,788  |
| 29 janvier 2014  | Cape Town           | Afrique du Sud   | Vélodrome de Bellville               | 23,973 / 23,973           | $1,848,788  |
| 1er février 2014 | Johannesburg        | Afrique du Sud   | FNB Stadium                          | 55,385 / 55,385           | $3,409,720  |
| Oceania,         |                     |                  |                                      |                           |             |
| 5 février 2014   | Perth               | Australie        | Perth Arena                          | 41,682 / 41,682           | $6,469,241  |
| 7 février 2014   | Perth               | Australie        | Perth Arena                          | 41,682 / 41,682           | $6,469,241  |
| 8 février 2014   | Perth               | Australie        | Perth Arena                          | 41,682 / 41,682           | $6,469,241  |
| 11 février 2014  | Adelaide            | Australie        | Adelaide Entertainment Center        | 18,644 / 18,644           | $3,007,786  |
| 12 février 2014  | Adelaide            | Australie        | Adelaide Entertainment Center        | 18,644 / 18,644           | $3,007,786  |
| 15 février 2014  | Melbourne           | Australie        | AAMI Park                            | 62,950 / 62,950           | $9,185,208  |
| 16 février 2014  | Melbourne           | Australie        | AAMI Park                            | 62,950 / 62,950           | $9,185,208  |
| 19 février 2014  | Sydney              | Australie        | Allphones Arena                      | 17,736 / 17,736           | $2,693,911  |
| 22 février 2014  | Hunter Valley       | Australie        | Hope Estate Winery                   | 34,338 / 34,338           | $5,418,005  |
| 23 février 2014  | Hunter Valley       | Australie        | Hope Estate Winery                   | 34,338 / 34,338           | $5,418,005  |
| 26 février 2014  | Brisbane            | Australie        | Brisbane Entertainment Centre        | 12,648 / 12,648           | $1,974,358  |
| 1er mars 2014    | Auckland            | Nouvelle-Zélande | Mount Smart Stadium                  | 73,958 / 73,958           | $10,221,082 |
| 2 mars 2014      | Auckland            | Nouvelle-Zélande | Mount Smart Stadium                  | 73,958 / 73,958           | $10,221,082 |
| North America    |                     |                  |                                      |                           |             |
| 2 avril 2014     | Dallas              | United States    | Reunion Park                         | —                         | —           |
| 8 avril 2014     | Cincinnati          | United States    | U.S. Bank Arena                      | 12,728 / 14,534           | $1,312,323  |
| 12 avril 2014    | Virginia Beach      | United States    | Farm Bureau Live                     | 15,157 / 19,501           | $1,148,389  |
| 15 avril 2014    | Columbus            | United States    | Nationwide Arena                     | 13,226 / 16,547           | $1,314,957  |
| 17 avril 2014    | Nashville           | United States    | Bridgestone Arena                    | 14,684 / 16,550           | $1,229,977  |
| 19 avril 2014    | Charlotte           | United States    | Time Warner Cable Arena              | 12,372 / 13,706           | $1,316,489  |
| 22 avril 2014    | Pittsburgh          | United States    | Consol Energy Center                 | 16,372 / 17,514           | $1,750,727  |
| 24 avril 2014    | Raleigh             | United States    | PNC Arena                            | 12,243 / 13,456           | $1,348,630  |
| 26 avril 2014    | Atlanta             | United States    | Amphithéâtre Aaron's                 | 12,193 / 18,658           | $1,073,059  |
| 29 avril 2014    | Sunrise             | United States    | BB&T Center                          | 14,327 / 18,859           | $1,434,757  |
| 1er mai 2014     | Tampa               | United States    | Amphithéâtre MidFlorida Credit Union | 14,207 / 19,128           | $1,114,737  |
| 3 mai 2014       | La Nouvelle-Orléans | United States    | Hippodrome Fair Grounds              | —                         | —           |
| 6 mai 2014       | The Woodlands       | United States    | Cynthia Woods Mitchell Pavilion      | 16,158 / 16,158           | $1,215,604  |
| 13 mai 2014      | Albany              | United States    | Times Union Center                   | 14,937 / 14,937           | $1,658,178  |
| 14 mai 2014      | Hershey             | United States    | Hersheypark Stadium                  | 28,398 / 30,261           | $2,984,798  |
| 17 mai 2014      | Uncasville          | United States    | Mohegan Sun Arena                    | 15,716 / 15,716           | $1,798,990  |
| 18 mai 2014      | Uncasville          | United States    | Mohegan Sun Arena                    | 15,716 / 15,716           | $1,798,990  |
| TOTAL            | TOTAL               | TOTAL            | TOTAL                                | 554,032 / 586,839 (94.6%) | $64,929,714 |

Festivals et autres représentations diverses
A Ce concert faisait partie du "March Madness Music Fest"
B Ce concert faisait partie du "New Orleans Jazz & Heritage Festival"

## Soutiens
- Dan Patlansky (Johannesburg)[26]
- Hunters & Collectors (Melbourne)[27]
- The Rubens (Hunter Valley)[27]
- Dan Sultan (Melbourne & Hunter Valley)[27]
- Jimmy Barnes (Auckland)[27]

## Personnel

### The E Street Band
- Bruce Springsteen - voix principale, guitare principale, guitare rythmique, guitare acoustique, harmonica, piano
- Roy Bittan - piano, synthétiseur, accordéon
- Nils Lofgren - guitare rythmique, guitare solo, pedal steel guitar, guitare acoustique, accordéon, voix de fond
- Patti Scialfa - voix de fond, quelques voix en duo, guitare acoustique, tambourin occasionnel(a manqué les deux premières étapes en raison d'engagements familiaux, apparaissant sur certaines dates en Amérique du Nord)
- Garry Tallent - guitare basse, voix d'accompagnement, rare tuba
- Steven Van Zandt - guitare rythmique, guitare solo, mandoline, guitare acoustique, voix de fond, occasionnellement voix de tête (a manqué toutes les dates de la tournée nord-américaine, sauf les deux dernières, en raison du tournage de son émission de télévision)
- Max Weinberg - batterie, rare tambourin

et
- Soozie Tyrell - violon, guitare acoustique, percussions, voix de fond
- Charles Giordano - orgue, accordéon, glockenspiel électronique, piano rare, voix de fond occasionnelles

avec
- Tom Morello — guitare principale, guitare rythmique, chœurs, chant principal (sur The Ghost of Tom Joad)

The E Street Horns:
- Jake Clemons - saxophone, percussions, voix de fond
- Barry Danielian - trompette, percussions
- Clark Gayton - trombone, tuba, percussions
- Eddie Manion - saxophone, percussions
- Curt Ramm - trompette, percussions

The E Street Choir:
- Curtis King Jr. - voix de fond, tambourin, voix principale occasionnelle (sur Free Nelson Mandela et This Little Light of Mine)
- Cindy Mizelle - voix de fond, tambourin, voix principale sur Shackled and Drawn
- Michelle Moore - voix de fond, rappeuse sur Rocky Ground
- Everett Bradley - percussions, voix de fond

### Musiciens invités/apparitions
- Mos Def (29 janvier 2014)
- Jon Landau (11 février 2014)
- Eddie Vedder (15 et 26 février 2014)
- Cooper + Koo (26 février 2014)
- Vini Lopez (10 avril 2014)
- David Sancious (10 avril 2014)
- Joe Grushecky (22 avril 2014)
- Jessica Springsteen (6 et 24 avril 2014)
- Rickie Lee Jones (3 mai 2014)
- John Fogerty (3 mai 2014)
- Joe Ely (6 mai 2014)